# My Official Wife (film, 1926)

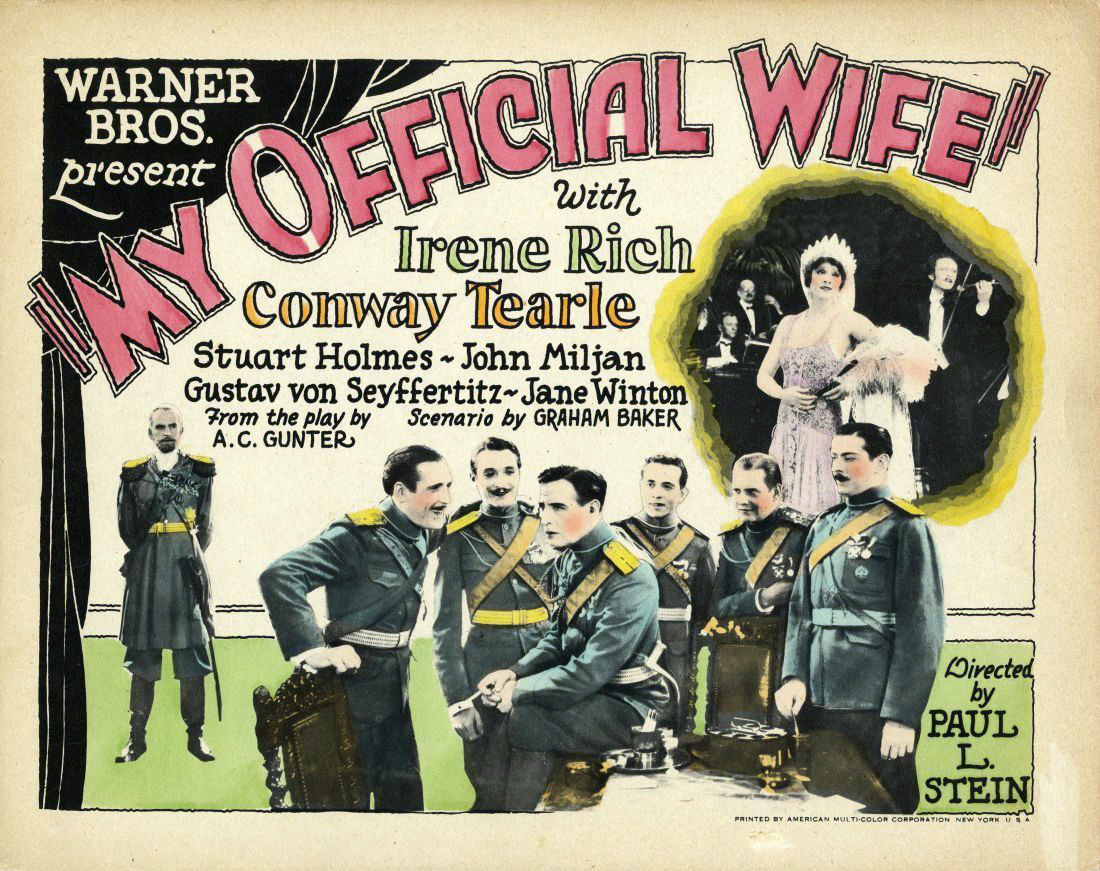
Carte promotionnelle du film

Pour les articles homonymes, voir My Official Wife.
My Official Wife est un film américain réalisé par Paul L. Stein et sorti en 1926.

## Fiche technique
- Titre allemand : Meine offizielle Frau
- Réalisation : Paul L. Stein
- Scénario : Graham Baker d'après une pièce de Archibald Clavering Gunter[1].
- Photographie : David Abel
- Durée : 74 minutes (7846 ft)[2]
- Distributeur : Warner Bros. Pictures
- Date de sortie :  16 octobre 1926

## Distribution

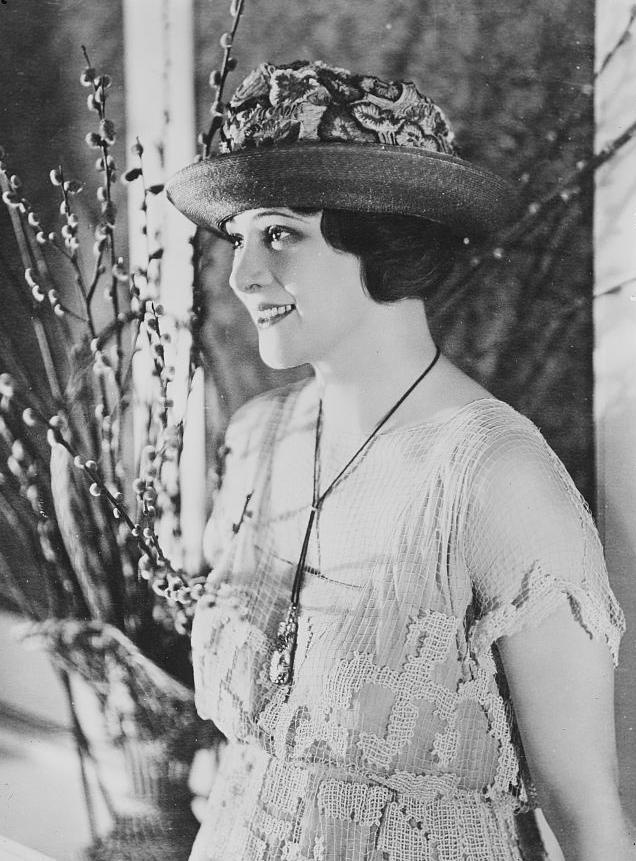
Irene Rich, principal rôle féminin du film

- Irene Rich : Hélène, Contesse Orloff
- Conway Tearle : Alexander, aka Sascha
- Jane Winton : Demimondaine
- Gustav von Seyffertitz : Grand Duc
- Stuart Holmes : Ivan
- John Miljan : Nicholas
- Émile Chautard : Conte Orloff, père d'Hélène
- Sidney Bracey :Valet de Sascha
- Michael Vavitch : Commandant
- Tom Ford
- Russell Ritchie
- Tom Costello
- Igor Presnikoff
- Florence Wagner